# Arvydas Macijauskas
Arvydas Macijauskas (Klaipėda, 19 gennaio 1980) è un ex cestista lituano.

## Carriera
Nella stagione 2005-06 giocò nella NBA con i New Orleans Hornets. Il suo ruolo è quello di guardia.
Prima di trasferirsi negli Stati Uniti, giocò in patria, con il Neptūnas di Klaipėda e con il Lietuvos Rytas di Vilnius, e in Spagna, con il TAU Cerámica di Vitoria. Con la nazionale lituana vinse il bronzo alle Olimpiadi del 2000.
Il 20 luglio 2006 firmò un contratto triennale da 9 milioni di euro con l'Olympiakos Pireo. Ciononostante, subì nel settembre dello stesso anno un grave infortunio al tendine d'Achille, che lo tenne fuori per il resto della stagione. Ripresosi, nella stagione seguente venne eliminato in semi-finale dal CSKA di Mosca (che poi vinse quell'Eurolega).
Nella stagione 2008 l'Olympiacos citò in giudizio il giocatore, che si era infortunato durante le vacanze. Cominciò così una causa legale, che il club vinse in appello (ottenendo la risoluzione contrattuale). Nel 2010, fermo da più di un anno, annunciò definitivamente il ritiro a causa di problemi di salute divenendo, nel giugno dello stesso anno, assistente allenatore del Perlas Vilnius (ruolo che ricoprì tuttavia per soli due mesi, lasciando in agosto per non meglio precisati "problemi personali").

## Statistiche

### NBA

#### Regular Season
| Anno      | Squadra      | PG | PT | MP  | TC%  | 3P%  | TL%  | RP  | AP  | PRP | SP  | PP  |
| --------- | ------------ | -- | -- | --- | ---- | ---- | ---- | --- | --- | --- | --- | --- |
| 2005-2006 | N.O. Hornets | 19 | 0  | 7,1 | 34,1 | 25,0 | 86,7 | 0,5 | 0,3 | 0,4 | 0,0 | 2,3 |
| Carriera  | Carriera     | 19 | 0  | 7,1 | 34,1 | 25,0 | 86,7 | 0,5 | 0,3 | 0,4 | 0,0 | 2,3 |

### Eurolega
| Anno      | Squadra        | PG | PT | MP   | TC%  | 3P%  | TL%  | RP  | AP  | PRP | SP  | PP   |
| --------- | -------------- | -- | -- | ---- | ---- | ---- | ---- | --- | --- | --- | --- | ---- |
| 2003-2004 | Saski Baskonia | 20 | 16 | 30,6 | 49,2 | 39,6 | 91,0 | 2,5 | 2,1 | 1,6 | 0,2 | 19,4 |
| 2004-2005 | Saski Baskonia | 22 | 19 | 30,7 | 48,0 | 40,2 | 91,5 | 2,3 | 2,8 | 1,5 | 0,1 | 17,9 |
| 2006-2007 | Olympiakos     | 2  | 0  | 15,0 | 45,5 | 14,3 | 100  | 2,5 | 1,0 | 1,0 | 0,0 | 7,5  |
| 2007-2008 | Olympiakos     | 12 | 9  | 23,2 | 58,6 | 37,9 | 86,7 | 2,0 | 1,7 | 1,7 | 0,2 | 14,8 |
| Carriera  | Carriera       | 56 | 44 | 28,5 | 50,0 | 39,0 | 90,3 | 2,3 | 2,2 | 1,6 | 0,1 | 17,4 |

## Palmarès

### Squadra
- Campionato lituano: 2

Lietuvos rytas: 1999-2000, 2001-02
- Copa del Rey: 1

Saski Baskonia: 2004

### Individuale
- Lietuvos krepšinio lyga MVP finali: 2

Lietuvos rytas: 2001-02, 2002-03
- All-Euroleague First Team: 1

Saski Baskonia: 2004-05